# 草道站
草道站（日语：／ Kusamichi eki */?）是位於鹿兒島縣薩摩川内市水引町，屬於肥薩橙鐵道線的車站。車站編號為OR26。

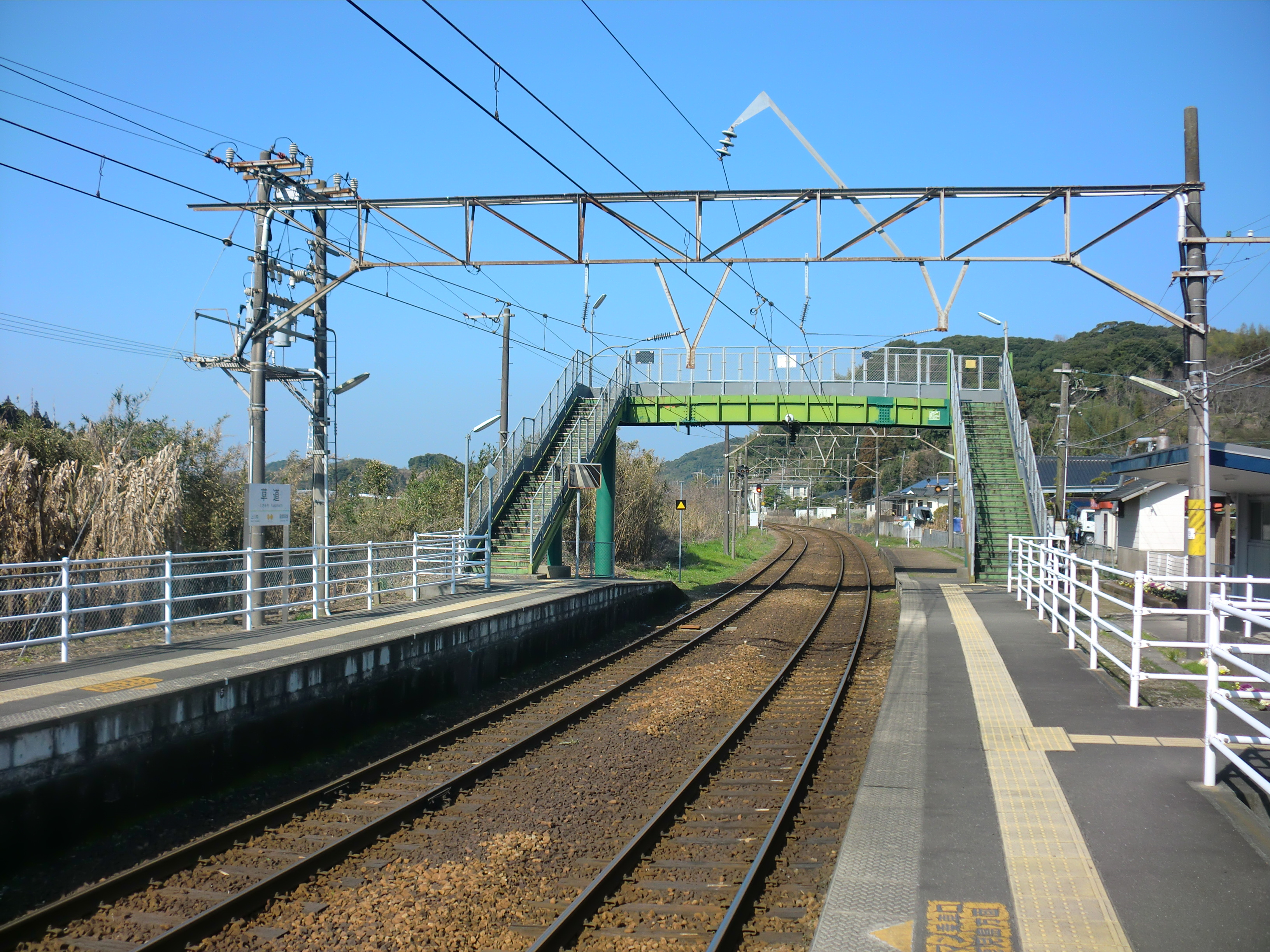
月台(2013年2月)

## 歷史
- 1922年7月1日：鐵道省川内線開設此站[1][2]。
- 1927年（昭和2年） 10月17日 - 湯浦站至水俁站之間開業，八代站至川內站至鹿兒島站之間編入至鹿兒島本線。
- 1949年（昭和24年）6月1日 - 日本國有鐵道成立，成為國鐵車站。
- 1970年（昭和45年）9月1日  - 隨著引入CTC，成為無人車站。由川內站管理。
- 1980年（昭和55年）7月  - 現時的車站大樓竣工。
- 1987年（昭和62年）4月1日 - 伴隨國鐵分割民營化，車站由九州旅客鐵道（JR九州）營運。
- 2004年（平成16年）3月13日 - 九州新幹線鹿兒島中央站（當日由西鹿兒島站改名而成）至新八代站之間開業，使鹿兒島本線八代站至川內站之間的鐵路業務由肥薩橙鐵道繼承。

## 車站構造
本站是地面車站和無人車站，並設有2面2線的相對式月台。此站在國鐵時代為有人車站，在1980年成為無人車站前曾設有一座木造平屋的站房。

### 月台
| 月台 | 路線          | 上下行 | 方向                   | 備註                         |
| ---- | ------------- | ------ | ---------------------- | ---------------------------- |
| 1    | ■肥薩橙鐵道線 | 下行   | 川內方向               |                              |
| 2    | ■肥薩橙鐵道線 | 上行   | 阿久根、出水、水俁方向 | 在晚上7時時的列車使用1號月台 |

## 使用狀況
在2017年度，1日平均乘車人次為2人
| 年度 | 1日平均 乘車人次 | 1日平均 上下車人次 |
| ---- | ---------------- | ------------------ |
| 2007 | 40               | 82                 |
| 2008 | 27               | 56                 |
| 2009 | 21               | 44                 |
| 2010 | 32               | 66                 |
| 2011 | 34               | 68                 |
| 2012 | 33               | 67                 |
| 2013 | 32               | 64                 |
| 2014 | 33               | 67                 |
| 2015 | 39               | 80                 |
| 2016 | 37               | 76                 |
| 2017 | 35               | 73                 |

## 車站周邊
- 國道3號
- 水引郵局
- 薩摩川內市立水引小學
- 薩摩川內市立水引中學（日语：薩摩川内市立水引中学校）
- 南九州西回自動車道 薩摩川內水引交匯處（日语：薩摩川内水引インターチェンジ）

## 相鄰車站
肥薩橙鐵道
■肥薩橙鐵道線
■快速「快速海洋快車薩摩」（只於星期六日運行）
通過
■快速「超級橙」（只限1號停站，只於星期六日運行）、■普通
薩摩高城（OR25）－草道（OR26）－上川內（OR27）
在國鐵鹿兒島本線在此站與薩摩高城站之間曾設有唐濱臨時停車場，現已廢止。

## 注腳
1. ↑  鐵道省告示第69號「川内線川内町西方間鐵道運輸營業開始」，日本《官報》第2970號，1922年6月27日，第759頁：國立國會圖書館電子資料庫。
2. ↑  《川内市史 下巻》 p.553
3. ↑  薩摩川內市統計書

## 外部連結
- 草道站（各站資訊）（页面存档备份，存于） - 肥薩橙鐵道